# (31931) Sipiera
(31931) Sipiera (2000 GW82) – planetoida z pasa głównego asteroid okrążająca Słońce w ciągu 4,08 lat w średniej odległości 2,55 j.a. Odkryta 10 kwietnia 2000 roku.